# Потерянное наследство
«Потерянное наследство» (англ. The Lost Inheritance) — рассказ Герберта Уэллса,  впервые опубликованный в 1896 году в The Pocket Magazine.

## Сюжет
Повествование большей части рассказа ведется от лица некоего человека, которого зовут Тед, его встречает в неопределенном месте рассказчик, и Тед поведывает ему свою историю.
Родной дядя Теда (имя его в рассказе не называется) постоянно поглощен мыслями о переустройстве мира в лучшую сторону, воображая себя неким "мыслительным" руководителем и "учителем" всех народов. На тему переустройства мира дядя пишет огромные "назидательные" книги, полные высокопарных и бессвязных рассуждений. И вот, совершенно неожиданно, на дядю "сваливается" очень большое денежное наследство. Дядя (что странно для Теда) не начинает тратить наследство на развлечения или дорогие вещи. Он просто снимает дом, поселяется там, собирает себе нужную библиотеку и полностью теперь отдается своей страсти, продолжая писать, а теперь уже и издавать "назидательные" книги "для человечества". Книги он издает за свои деньги, но их никто не читает. На его письма к общественным деятелям никто не отвечает. Кроме книг, он также ведет "бесконечные" рассуждения вслух о "переустройстве мира под его мыслительным руководством".
Тед начинает постоянно ходить к дяде в гости, делая вид что внимательно слушает его и восхищается им, а на самом деле в надежде потом получить в свою очередь наследство от дяди. Так продолжается несколько лет. Со временем он однако проникается к дяде теплыми чувствами и начинает иногда заходить к нему просто так, не ради наследства. Но и мысль о наследстве Тед не отпускает.
За несколько дней до смерти дядя, уже павший к тому моменту духом, признается что им, в его рассуждениях и книгах, наряду с возможными светлыми помыслами руководило и очень большое тщеславие. Затем дядя дарит Теду свою последнюю книгу и страстно призывает Теда прочесть всё же это его последнее послание к заблуждающемуся человечеству. При этом напоследок дядя сообщает что принял решение оставить всё своё состояние именно Теду. Тед, окрыленный радостной новостью спешит к себе домой и рассказывает об этом своей матери. В следующий раз придя к дяде он говорит что прочел его книгу, "читал всю ночь напролет", хотя на самом деле не читал её.
Вскоре дядя умирает. Но нигде в его доме Тед с матерью не могут найти завещания, по которому всё переходит Теду. Хотя есть свидетели которые говорят что такое завещание действительно было, самого завещания так и не находят. Наследство дяди переходит не к Теду, а к другому дальнему племяннику меньшей степени родства, который дядю не любил вовсе и избегал общения с ним. Это происходит по другому завещанию, сделанному много лет тому назад, и которое однако, за неимением последнего ненайденного завещания, вступает в силу. Другой племянник, совсем не любивший своего дядю при жизни, начинает тратить эти деньги направо и налево, в итоге полностью проматывает состояние, залезает в долги и оказывается в долговой тюрьме.
Через какое-то время Тед, находясь в своей комнате, со злости швыряет башмаком в дядину книгу, ту самую которую дядя подарил ему в последний раз и страстно призывал прочесть, и про которую Тед сказал что "читал всю ночь напролет", не читав её на самом деле. Книга падает, и из неё неожиданно выскальзывает то самое завещание по которому всё переходит Теду. Оно всё время было в этой книге. Но деньги на этот момент уже давно промотаны другим племянником.

## Переводы на русский язык
На данный момент известны как минимум два перевода рассказа на русский язык.
- М. Ирская (Потерянное наследство)
- Н. Высоцкая (Потерянное наследство)